# Michel-Ange-Auteuil
Michel-Ange-Auteuil è una stazione delle linee 9 e 10 della metropolitana di Parigi.

## La stazione
Il nome deriva dalle strade presso le quali vi è l'accesso alla stazione, ovvero rue Michel-Ange e rue d'Auteuil.
Sulla linea 10, la stazione serve soltanto la direzione Boulogne - Pont de Saint-Cloud. La stazione gemella Michel-Ange - Molitor serve la linea nella direzione inversa verso Gare d'Austerlitz.

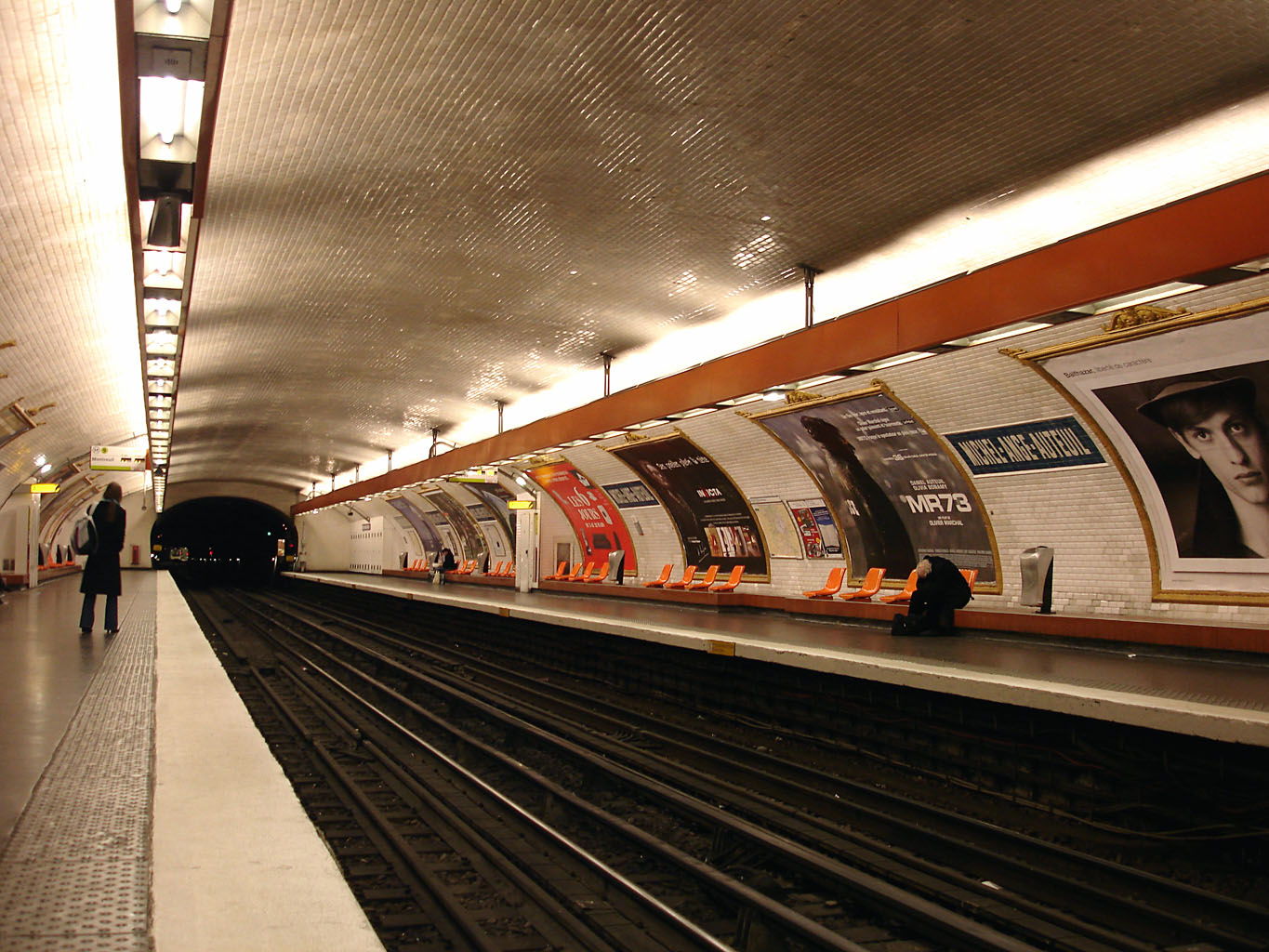
Banchina della linea 9
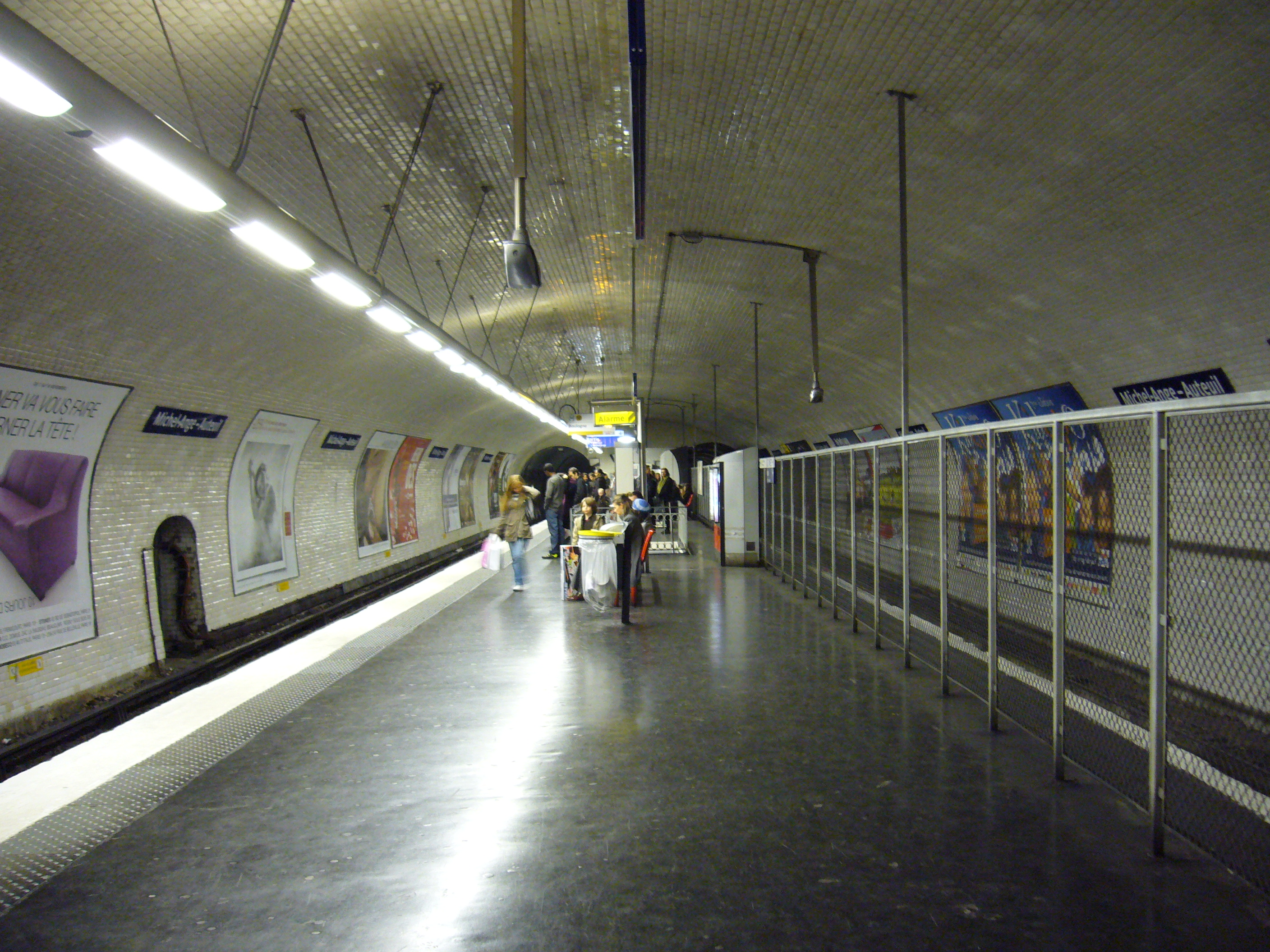
Banchina della linea 10

### Accessi
Sulla linea 9, l'uscita si trova in direzione Mairie de Montreuil e sbocca in place Jean Lorrain.
Sulla linea 10, l'uscita sbocca in rue Jean Lorrain o in rue d'Auteuil.

## Interconnessioni
- Bus RATP - 52, 62